# Trioxys monelliopsis
Trioxys monelliopsis är en stekelart som beskrevs av Jaroslav Stary och Marsh 1982. Trioxys monelliopsis ingår i släktet Trioxys och familjen bracksteklar. Inga underarter finns listade i Catalogue of Life.